# Morti l'8 marzo

## IV secolo(1)
- 303 - Apollonio e Filemone, santo egizio

## VII secolo(2)
- 647 - Felice di Dunwich, vescovo britannico
- 685 - San Cataldo, monaco cristiano irlandese

## IX secolo(1)
- 865 - Rodolfo di Fulda, storico, teologo e religioso franco

## XII secolo(5)
- 1126 - Urraca di Castiglia, regina
- 1137 - Adele d'Inghilterra, nobile normanna
- 1144 - Papa Celestino II, papa e cardinale italiano
- 1159 - Stefano d'Obazine, monaco cristiano francese (n. 1085)
- 1167 - Guido III di Biandrate, nobile italiano

## XIII secolo(2)
- 1223 - Vincenzo Kadłubek, vescovo cattolico polacco
- 1279 - Adelaide I di Borgogna, nobile (n. 1218)

## XIV secolo(1)
- 1365 - Noguk di Goryeo, regina coreana

## XV secolo(8)
- 1403 - Bayezid I, sultano ottomano (n. 1360)
- 1412 - Guy de Malesec, vescovo cattolico e cardinale francese
- 1418 - Carlo Zen, ammiraglio italiano (n. 1334)
- 1441 - Margherita di Borgogna, principessa (n. 1374)
- 1464 - Caterina Poděbrady, sovrana ungherese (n. 1449)
- 1466 - Francesco Sforza, nobile italiano (n. 1401)
- 1499 - Cristoforo Castiglione, militare e cavaliere medievale italiano (n. 1456)
- 1499 - Gaspare Ambrogio Visconti, poeta e letterato italiano (n. 1461)

## XVI secolo(13)
- 1517 - Sisto Gara della Rovere, cardinale e vescovo cattolico italiano (n. 1473)
- 1522 - Marcantonio I Colonna, nobile e condottiero italiano (n. 1478)
- 1524 - Alessandro Geraldini, vescovo cattolico e umanista italiano (n. 1455)
- 1534 - Henry Brandon, I conte di Lincoln, nobile britannico (n. 1523)
- 1536 - Giovanni Manardo, medico, botanico e umanista italiano (n. 1462)
- 1547 - Giulio Ferretti, giurista italiano (n. 1480)
- 1548 - Stefano IV Colonna di Palestrina, nobile e militare italiano (n. 1490)
- 1550 - Giovanni di Dio, tipografo spagnolo (n. 1495)
- 1558 - Pietro Bertani, cardinale e vescovo cattolico italiano (n. 1501)
- 1565 - Bernardo Cappello, scrittore e umanista italiano (n. 1498)
- 1577 - Giulia Sanseverino, nobildonna italiana
- 1578 - Elisabetta di Brandeburgo-Küstrin, principessa tedesca (n. 1540)
- 1593 - Troilo III de' Rossi, condottiero italiano (n. 1574)

## XVII secolo(14)
- 1616 - Giulio Cesare Casseri, anatomista italiano
- 1616 - Maria Anna di Baviera, nobile tedesca (n. 1574)
- 1619 - Veit Bach, musicista tedesco
- 1620 - Ottavio Gaetani, gesuita e storico italiano (n. 1566)
- 1641 - Xu Xiake, esploratore cinese (n. 1587)
- 1646 - Ferdinando Cesarini, nobile, poeta e fisico italiano
- 1650 - Antonio Tornielli, vescovo cattolico italiano (n. 1579)
- 1671 - Johan Palmstruch, mercante olandese (n. 1611)
- 1681 - Enrico I di Reuss-Greiz, nobile tedesco (n. 1627)
- 1682 - Ottavio Ferrari, archeologo, filologo e bibliotecario italiano (n. 1607)
- 1684 - Antonio Tibaldi, pittore italiano (n. 1633)
- 1688 - Honoré Fabri, teologo, matematico e fisico francese (n. 1607)
- 1693 - Leopoldina Eleonora del Palatinato-Neuburg, nobile tedesca (n. 1679)
- 1698 - Federico II Gonzaga di Luzzara, nobile italiano (n. 1636)

## XVIII secolo(21)
- 1702 - Giovanni Antonio Dario, architetto italiano (n. 1630)
- 1702 - Guglielmo III d'Inghilterra, sovrano olandese (n. 1650)
- 1704 - Giovanni Battista Costaguti, cardinale italiano (n. 1636)
- 1708 - Carlo Antonio Carlone, architetto italiano (n. 1635)
- 1712 - Luigi di Borbone-Francia, nobile francese (n. 1707)
- 1717 - Abraham Darby I, imprenditore inglese (n. 1678)
- 1719 - Franz Ehrenreich von Trauttmannsdorff, diplomatico e nobile austriaco (n. 1662)
- 1724 - Enrico Zuccalli, architetto svizzero (n. 1642)
- 1728 - Giovanni Mario Crescimbeni, poeta e critico letterario italiano (n. 1663)
- 1731 - Ferdinand Maximilian Brokoff, scultore e stuccatore boemo (n. 1688)
- 1737 - Domenico Rossi, architetto svizzero (n. 1657)
- 1749 - Nicolas Fréret, storico e linguista francese (n. 1688)
- 1751 - Johann Benjamin Thomae, scultore e ebanista tedesco (n. 1682)
- 1759 - Giovanni Battista Sacchetti, II marchese di Castelromano, nobile italiano (n. 1707)
- 1763 - Christian Müller, organaro tedesco (n. 1690)
- 1766 - Francesco Ginanni, naturalista, biologo e botanico italiano (n. 1716)
- 1785 - Mario Gioffredo, architetto, ingegnere e incisore italiano (n. 1718)
- 1792 - Andrea Bina, geologo, matematico e fisico italiano (n. 1724)
- 1794 - Maria Luisa Cicci, poetessa italiana (n. 1760)
- 1798 - Bernardo Mantero, scultore italiano (n. 1713)
- 1799 - Ignaz Ablasser, pittore austriaco (n. 1739)

## XIX secolo(60)
- 1804 - Carlo de Marco, politico italiano (n. 1711)
- 1807 - Nikolaj Petrovič Rezanov, politico e esploratore russo (n. 1764)
- 1809 - Giovanni Paolo Calori Stremiti, militare italiano (n. 1769)
- 1815 - Karl Dominik von Reding, politico svizzero (n. 1755)
- 1816 - Giuseppe Maria Doria, doge (n. 1730)
- 1817 - Anna Maria Lenngren, poetessa svedese (n. 1754)
- 1821 - Harriett Abrams, soprano inglese
- 1823 - Francesco I di Erbach-Erbach, nobile, collezionista d'arte e archeologo tedesco (n. 1754)
- 1824 - Jean-Jacques Régis de Cambacérès, giurista e politico francese (n. 1753)
- 1826 - Filippo Sardi, arcivescovo cattolico italiano (n. 1736)
- 1827 - Cesare Brivio Sforza, VIII marchese di Santa Maria in Prato, nobile e politico italiano (n. 1750)
- 1829 - Francesco Ruspoli, III principe di Cerveteri, principe italiano (n. 1752)
- 1833 - Georg Michael Wittmann, vescovo cattolico tedesco (n. 1760)
- 1836 - Pier Luigi Mabìl, letterato e traduttore italiano (n. 1752)
- 1837 - Wilhelm Benecke, mercante e saggista tedesco (n. 1776)
- 1837 - Hippolyte Charles, militare francese (n. 1773)
- 1839 - Adolphe Nourrit, tenore francese (n. 1802)
- 1844 - Jean-Baptiste Jules Bernadotte, generale francese (n. 1763)
- 1848 - Delphine Delamare, francese (n. 1822)
- 1854 - Auguste Arnould, poeta, scrittore e drammaturgo francese (n. 1803)
- 1855 - William Poole, politico e criminale statunitense (n. 1821)
- 1858 - Vittorio Fraschini, magistrato e politico italiano (n. 1776)
- 1858 - Rudolf Kohlrausch, fisico tedesco (n. 1809)
- 1858 - Louis Gabriel Michaud, scrittore e storico francese (n. 1773)
- 1859 - Aaron Venable Brown, politico statunitense (n. 1795)
- 1859 - Giacinto Carena, naturalista e linguista italiano (n. 1778)
- 1860 - Johann Nepomuk Hautle, politico e agricoltore svizzero (n. 1792)
- 1861 - Heinrich Rudolf Schinz, medico e naturalista svizzero (n. 1777)
- 1862 - Juste Adrien Lafage, musicologo e compositore francese (n. 1801)
- 1863 - Stanislao Cordero di Pamparato, militare e politico italiano (n. 1797)
- 1869 - Hector Berlioz, compositore francese (n. 1803)
- 1869 - Luigi Calamatta, incisore italiano (n. 1801)
- 1870 - August Koberstein, storico della letteratura tedesco (n. 1797)
- 1872 - Adriana van Ravenswaay, pittrice olandese (n. 1816)
- 1873 - Raffaello Lambruschini, politico, agronomo e pedagogista italiano (n. 1788)
- 1873 - Robert William Thomson, inventore scozzese (n. 1822)
- 1874 - Aimée-Olympe Desclée, attrice teatrale francese (n. 1836)
- 1874 - Millard Fillmore, politico statunitense (n. 1800)
- 1875 - Lorenzo Barili, cardinale italiano (n. 1801)
- 1876 - Louise Colet, poetessa francese (n. 1810)
- 1876 - Giuseppe Oronzo Giannuzzi, fisiologo italiano (n. 1838)
- 1878 - Francesco Carlo d'Asburgo-Lorena, nobile austriaco (n. 1802)
- 1878 - Federigo Sclopis di Salerano, giurista, magistrato e politico italiano (n. 1798)
- 1883 - Filadelfo Faro, politico italiano (n. 1813)
- 1883 - Paolo Micallef, arcivescovo cattolico maltese (n. 1818)
- 1883 - Sansone Valobra, chimico italiano (n. 1799)
- 1884 - Vladimir Fëdorovič Adlerberg, generale russo (n. 1791)
- 1886 - Alessandro Avogadro di Casanova, generale e politico italiano (n. 1812)
- 1886 - Guglielmo Scammacca Della Bruca, imprenditore e politico italiano (n. 1810)
- 1887 - Henry Ward Beecher, politico statunitense (n. 1813)
- 1887 - Paul Féval padre, scrittore francese (n. 1816)
- 1888 - Włodzimierz Czacki, cardinale e arcivescovo cattolico polacco (n. 1834)
- 1888 - Georg Otto von Toggenburg, politico austriaco (n. 1810)
- 1889 - John Ericsson, inventore, imprenditore e armatore svedese (n. 1803)
- 1891 - Antonio Ciseri, pittore svizzero (n. 1821)
- 1892 - Giovan Battista di Crollalanza, storico, genealogista e araldista italiano (n. 1819)
- 1893 - Vittorio Del Carretto di Balestrino, politico italiano (n. 1818)
- 1895 - Adolfo di Bérenger, agronomo italiano (n. 1815)
- 1898 - Eugenio Fasciotti, prefetto, diplomatico e politico italiano (n. 1815)
- 1899 - Johann Baptist von Weiß, storico, scrittore e docente tedesco (n. 1820)

## XX secolo(259)
- 1901 - Enrico Falconcini, politico e prefetto italiano (n. 1824)
- 1901 - Charles Jalabert, pittore francese (n. 1819)
- 1902 - Giovanni Inzani, chirurgo italiano (n. 1827)
- 1903 - Giovanni Ferrero, predicatore italiano (n. 1817)
- 1903 - William B. Franklin, generale e imprenditore statunitense (n. 1823)
- 1904 - Domenico Giuriati, patriota italiano (n. 1829)
- 1906 - Suzanne Leenhoff, pianista olandese (n. 1829)
- 1907 - Eugenio Prati, pittore italiano (n. 1842)
- 1908 - Alfredo Straccali, letterato italiano (n. 1854)
- 1909 - Guido Carmignani, pittore italiano (n. 1838)
- 1909 - Michail Ivanovič Chilkov, politico e principe russo (n. 1834)
- 1909 - Valerico Laccetti, pittore italiano (n. 1836)
- 1911 - Cristoforo Grisanti, presbitero italiano (n. 1835)
- 1913 - Francesco Cagnola, avvocato, giornalista e politico italiano (n. 1828)
- 1913 - Claudina Cucchi, ballerina italiana (n. 1834)
- 1913 - Alfred Picard, funzionario, politico e ingegnere francese (n. 1844)
- 1917 - Luigi Balbiano, chimico italiano (n. 1852)
- 1917 - Ferdinand von Zeppelin, generale tedesco (n. 1838)
- 1919 - Hans Aronson, batteriologo, medico e pediatra tedesco (n. 1865)
- 1919 - Alexis Mérodack-Jeanneau, pittore francese (n. 1873)
- 1920 - Rafael Obligado, scrittore argentino (n. 1851)
- 1921 - Angelo Collini, patriota e notaio italiano (n. 1839)
- 1921 - Eduardo Dato Iradier, politico spagnolo (n. 1856)
- 1921 - Pietro Piccirilli, critico d'arte italiano (n. 1849)
- 1921 - Andrew Watson, calciatore scozzese (n. 1856)
- 1922 - Filippo Mastellari, pittore italiano (n. 1849)
- 1923 - Ernst Leopold Salkowski, biochimico tedesco (n. 1844)
- 1923 - Johannes Diderik van der Waals, fisico e matematico olandese (n. 1837)
- 1925 - Faustino Míguez González, presbitero spagnolo (n. 1831)
- 1925 - Vittorio Savorini, storico italiano (n. 1851)
- 1926 - Paul Billik, militare e aviatore tedesco (n. 1891)
- 1926 - Paul Matschie, zoologo tedesco (n. 1861)
- 1927 - Leopoldo Giunti, militare e politico italiano (n. 1849)
- 1927 - Manuel Gondra, diplomatico e politico paraguaiano (n. 1871)
- 1927 - Babette von Bülow, scrittrice tedesca (n. 1850)
- 1928 - Rodolfo Gambini, pittore italiano (n. 1855)
- 1930 - Willy Rohr, ufficiale tedesco (n. 1877)
- 1930 - William Howard Taft, politico e magistrato statunitense (n. 1857)
- 1931 - Willy Osterrieth, schermidore belga (n. 1908)
- 1932 - Kate Belinda Finn, scacchista inglese (n. 1864)
- 1933 - William Hope, fotografo britannico (n. 1863)
- 1933 - Alan Roscoe, attore statunitense (n. 1886)
- 1934 - Wladimir Alexandrowitch Wagner, psicologo, zoologo e aracnologo russo (n. 1849)
- 1935 - Kotō Bunjirō, geologo e sismologo giapponese (n. 1856)
- 1935 - Ruan Lingyu, attrice cinese (n. 1910)
- 1936 - Ernest Needham, calciatore e crickettista inglese (n. 1873)
- 1936 - Jean Patou, stilista e profumiere francese (n. 1887)
- 1937 - Howie Morenz, hockeista su ghiaccio canadese (n. 1902)
- 1937 - Oskar Näumann, ginnasta tedesco (n. 1876)
- 1937 - Albert Verwey, poeta e saggista olandese (n. 1865)
- 1938 - Manuel García Prieto, avvocato e politico spagnolo (n. 1859)
- 1938 - Giuseppe Di Terranova Pignatelli, nobile e politico italiano (n. 1860)
- 1939 - Ambrogio Colombo, ingegnere e aviatore italiano (n. 1900)
- 1939 - Salvatore Ghinelli, cuoco italiano (n. 1873)
- 1940 - Rosolino Colella, politico e psichiatra italiano (n. 1864)
- 1940 - Vincenzo Giuffrida, politico italiano (n. 1878)
- 1940 - David Lindsay, XXVII conte di Crawford, politico britannico (n. 1871)
- 1940 - Philip Lonergan, sceneggiatore statunitense (n. 1887)
- 1940 - Masako, principessa Takeda, principessa giapponese (n. 1888)
- 1941 - Carlo Anadone, fotografo italiano (n. 1851)
- 1941 - Sherwood Anderson, scrittore statunitense (n. 1876)
- 1941 - Giuseppe De Martini, militare italiano (n. 1912)
- 1941 - Egidio Aldo Fantina, militare italiano (n. 1915)
- 1941 - Paul Hymans, politico belga (n. 1865)
- 1941 - José Serrano Simeón, pianista, compositore e musicologo spagnolo (n. 1873)
- 1942 - Giuseppe Beneduce, avvocato e politico italiano (n. 1877)
- 1942 - José Raúl Capablanca, scacchista cubano (n. 1888)
- 1942 - Umberto Casilini, attore teatrale e attore cinematografico italiano (n. 1880)
- 1943 - Pierre Gastiger, calciatore francese (n. 1893)
- 1943 - Alice Nielsen, soprano e attrice teatrale statunitense (n. 1872)
- 1943 - Boris Nikolaevič Svetlov, regista cinematografico russo (n. 1880)
- 1944 - Enrico Bemporad, editore italiano (n. 1868)
- 1944 - Giuseppe Lesca, critico letterario, poeta e letterato italiano (n. 1865)
- 1944 - Aroldo Lindi, tenore svedese (n. 1888)
- 1944 - Alfred William Pollard, bibliografo britannico (n. 1859)
- 1944 - Giuseppe Solenghi, pittore italiano (n. 1879)
- 1945 - Rezső Crettier, pesista e discobolo ungherese (n. 1878)
- 1945 - Nicolaas Johannes Krom, archeologo e orientalista olandese (n. 1883)
- 1945 - Jack Lummus, militare statunitense (n. 1915)
- 1945 - Mariano Marcos, politico, avvocato e insegnante filippino (n. 1897)
- 1945 - Guido Rampini, militare e partigiano italiano (n. 1898)
- 1945 - Sadasue Senda, generale giapponese (n. 1892)
- 1946 - Bill Denton, ginnasta statunitense (n. 1911)
- 1946 - Frederick Lanchester, ingegnere britannico (n. 1868)
- 1946 - Augusto Romagnoli, insegnante italiano (n. 1879)
- 1947 - Ludwig Fischer, politico e militare tedesco (n. 1905)
- 1947 - Victor Potel, attore statunitense (n. 1889)
- 1948 - Hulusi Behçet, dermatologo turco (n. 1889)
- 1948 - Piero Folli, presbitero italiano (n. 1881)
- 1949 - Dunstano Cancellieri, pedagogista e anarchico italiano (n. 1870)
- 1950 - Jaroslav Kocian, violinista, compositore e insegnante cecoslovacco (n. 1883)
- 1950 - Hans Müller-Einigen, scrittore, commediografo e librettista austriaco (n. 1882)
- 1951 - Charles Coleman, attore australiano (n. 1885)
- 1952 - Giovanni Cicali, ingegnere e scienziato italiano (n. 1875)
- 1952 - Luca Montuori, generale e politico italiano (n. 1859)
- 1952 - Mario Ricciardi, politico italiano (n. 1908)
- 1954 - John L. Balderston, commediografo e scrittore statunitense (n. 1889)
- 1955 - Clementina del Belgio, principessa belga (n. 1872)
- 1955 - William C. deMille, drammaturgo, regista e sceneggiatore statunitense (n. 1878)
- 1955 - Josip Vilfan, politico sloveno (n. 1878)
- 1955 - Paul Lipke, scacchista e avvocato tedesco (n. 1870)
- 1955 - Bessie Potter Vonnoh, scultrice statunitense (n. 1872)
- 1956 - Drastamat Kanayan, politico e militare armeno (n. 1884)
- 1956 - Carlos Lett, calciatore argentino (n. 1885)
- 1956 - Vincenzo Michetti, compositore italiano (n. 1878)
- 1956 - Friedrich von Toggenburg, politico austriaco (n. 1866)
- 1957 - Birger Dahlerus, imprenditore e diplomatico svedese (n. 1891)
- 1957 - Raymond Fénard, ammiraglio francese (n. 1887)
- 1957 - Adolfo Ravà, giurista italiano (n. 1879)
- 1957 - Othmar Schoeck, compositore e direttore d'orchestra svizzero (n. 1886)
- 1958 - Robert Grimm, politico e pubblicista svizzero (n. 1881)
- 1958 - Arvid Lindberg, calciatore norvegese (n. 1902)
- 1958 - Eulalia di Borbone-Spagna, principessa spagnola (n. 1864)
- 1959 - Max Gerson, medico tedesco (n. 1881)
- 1959 - Robert Van Eenaeme, ciclista su strada e pistard belga (n. 1916)
- 1960 - Marie Janson, politica belga (n. 1873)
- 1960 - Albert Pettersson, sollevatore svedese (n. 1885)
- 1961 - Thomas Beecham, direttore d'orchestra e saggista britannico (n. 1879)
- 1961 - Gala Galaction, presbitero, teologo e politico rumeno (n. 1879)
- 1961 - Bill Komenich, cestista statunitense (n. 1916)
- 1961 - Thomas Nixon Carver, economista statunitense (n. 1865)
- 1962 - Antonio Cicu, giurista italiano (n. 1879)
- 1962 - Hans-Gustav Felber, generale tedesco (n. 1889)
- 1962 - Werner Friebe, generale tedesco (n. 1897)
- 1962 - Louis René Edmond Le Pivain, ammiraglio francese (n. 1887)
- 1962 - Pietro Righi, calciatore italiano (n. 1913)
- 1962 - Alfred Sturm, generale tedesco (n. 1888)
- 1963 - Abram Moiseevič Deborin, filosofo russo (n. 1881)
- 1963 - Achille Marzarotto, politico italiano (n. 1878)
- 1964 - Franz Gabriel Alexander, psicanalista e medico ungherese (n. 1891)
- 1964 - Luigi Burgo, ingegnere italiano (n. 1876)
- 1964 - Hermenegildo Elices, calciatore spagnolo (n. 1914)
- 1965 - Francesco Carnelutti, avvocato e giurista italiano (n. 1879)
- 1965 - Urho Castrén, politico finlandese (n. 1886)
- 1965 - Tadd Dameron, pianista, compositore e arrangiatore statunitense (n. 1917)
- 1965 - Esther Howard, attrice statunitense (n. 1892)
- 1965 - Giovanni Battista Rocca, presbitero, partigiano e inventore italiano (n. 1891)
- 1966 - Adán Gordón, nuotatore panamense (n. 1906)
- 1966 - Nicola Vaccaro, politico e avvocato italiano (n. 1893)
- 1967 - Tom Abdo, giocatore di poker statunitense (n. 1894)
- 1967 - Olena Kul'čyc'ka, artista, insegnante e attivista ucraina (n. 1877)
- 1967 - Raniero Pasqui, tuffatore e disegnatore italiano (n. 1887)
- 1968 - Margarita Nelken, scrittrice, critica d'arte e politica spagnola (n. 1894)
- 1968 - Annibale Rigotti, ingegnere e architetto italiano (n. 1870)
- 1970 - Angelo Caramel, pittore italiano (n. 1924)
- 1970 - Erik Larsson, hockeista su ghiaccio svedese (n. 1905)
- 1970 - John Leipold, compositore statunitense (n. 1888)
- 1970 - Giovanni Pontini, pittore italiano (n. 1915)
- 1971 - Harold Lloyd, attore, regista e produttore cinematografico statunitense (n. 1893)
- 1971 - Carlo Maria Pintacuda, pilota automobilistico italiano (n. 1900)
- 1972 - Erich von dem Bach-Zelewski, generale e poliziotto tedesco (n. 1899)
- 1972 - Ernie Callaghan, calciatore inglese (n. 1910)
- 1972 - Robert Dinesen, attore e regista danese (n. 1874)
- 1973 - Benjamín de Arriba y Castro, cardinale e arcivescovo cattolico spagnolo (n. 1886)
- 1973 - George Beranger, attore e regista australiano (n. 1893)
- 1973 - Maria Luisa di Borbone-Orléans, principessa francese (n. 1896)
- 1973 - Pigpen McKernan, musicista statunitense (n. 1945)
- 1973 - Jan Oosthoek, calciatore olandese (n. 1898)
- 1973 - Eugène Ryter, sollevatore svizzero (n. 1890)
- 1974 - Luigi La Ferlita, avvocato e politico italiano (n. 1906)
- 1974 - Alberto Rabagliati, cantante, attore e conduttore radiofonico italiano (n. 1906)
- 1974 - Franz Vavra, calciatore austriaco (n. 1915)
- 1974 - Martha Wentworth, attrice e doppiatrice statunitense (n. 1889)
- 1975 - Joseph Bech, politico lussemburghese (n. 1887)
- 1975 - Albert Michallon, chirurgo e politico francese (n. 1912)
- 1975 - George Stevens, regista, sceneggiatore e produttore cinematografico statunitense (n. 1904)
- 1975 - Masanori Yusa, nuotatore giapponese (n. 1915)
- 1976 - Giovanni Acanfora, banchiere italiano (n. 1884)
- 1976 - Alfonso Gatto, poeta, scrittore e pittore italiano (n. 1909)
- 1976 - Nicola Margiotta, arcivescovo cattolico italiano (n. 1889)
- 1976 - Alfons Rebane, militare estone (n. 1908)
- 1976 - Pauline de Rothschild, scrittrice e traduttrice francese (n. 1908)
- 1977 - Henry Hull, attore statunitense (n. 1890)
- 1977 - Jean Cézard, fumettista e sceneggiatore francese (n. 1924)
- 1978 - Victor Eyles, geologo e storico britannico (n. 1895)
- 1978 - Roy Harrod, economista britannico (n. 1900)
- 1978 - Aulis Koponen, calciatore finlandese (n. 1906)
- 1978 - Adolf van der Voort van Zijp, cavaliere olandese (n. 1892)
- 1979 - Gérard Blitz, nuotatore e pallanuotista belga (n. 1901)
- 1979 - Roland Ducommun, calciatore svizzero (n. 1912)
- 1979 - Dick Esser, hockeista su prato olandese (n. 1918)
- 1979 - Richard C. Meredith, autore di fantascienza statunitense (n. 1937)
- 1980 - Roland Armontel, comico e attore francese (n. 1901)
- 1980 - Graham Dadds, hockeista su prato britannico (n. 1911)
- 1980 - Frank McDonald, regista statunitense (n. 1889)
- 1980 - Max Miedinger, designer svizzero (n. 1910)
- 1980 - Andrea Vasa, filosofo italiano (n. 1914)
- 1981 - Martinus, scrittore danese (n. 1890)
- 1981 - Hede Massing, attrice e agente segreto austriaca (n. 1900)
- 1982 - Walter Plunkett, costumista statunitense (n. 1902)
- 1983 - Aris Dikteos, critico letterario, traduttore e poeta greco (n. 1919)
- 1983 - Chabuca Granda, cantautrice e poetessa peruviana (n. 1920)
- 1983 - Francis Lombardi, militare, aviatore e designer italiano (n. 1897)
- 1983 - Giovanni Matta, politico italiano (n. 1928)
- 1983 - William Turner Walton, compositore, direttore d'orchestra e attore inglese (n. 1902)
- 1985 - Edward Andrews, attore statunitense (n. 1914)
- 1985 - Gladys Egan, attrice statunitense (n. 1900)
- 1985 - Reuben Goodstein, matematico britannico (n. 1912)
- 1985 - Gianni Granzotto, giornalista, dirigente pubblico e scrittore italiano (n. 1914)
- 1985 - Kim Yong-sik, allenatore di calcio e calciatore sudcoreano (n. 1910)
- 1985 - Runor Sandström, pallanuotista svedese (n. 1909)
- 1985 - Victor Wolfgang von Hagen, esploratore, storico e archeologo statunitense (n. 1908)
- 1986 - Victor Borghi, fondista svizzero (n. 1912)
- 1986 - Hans Knecht, ciclista su strada, pistard e ciclocrossista svizzero (n. 1913)
- 1987 - Friedrich Markgraf, botanico tedesco (n. 1897)
- 1987 - Enrico Paresce, politico italiano (n. 1895)
- 1988 - Gordon Carpenter, cestista e allenatore di pallacanestro statunitense (n. 1919)
- 1988 - Ken Colyer, trombettista britannico (n. 1928)
- 1988 - Lala Abdul Rashid, hockeista su prato pakistano (n. 1922)
- 1988 - África de las Heras, guerrigliera e agente segreto spagnola
- 1989 - Bachisio Mastinu, militare e partigiano italiano (n. 1909)
- 1989 - Elisaveta Ivanovna Bykova, scacchista sovietica (n. 1913)
- 1989 - Albert De Roocker, schermidore belga (n. 1904)
- 1989 - Charles Exbrayat, scrittore francese (n. 1906)
- 1989 - Alla Ilchun, modella kazaka (n. 1926)
- 1990 - Erkki Aaltonen, compositore finlandese (n. 1910)
- 1990 - Charles Krüger, calciatore lussemburghese (n. 1896)
- 1991 - John Bellairs, romanziere statunitense (n. 1938)
- 1991 - Maria Eisner, fotografa statunitense (n. 1909)
- 1991 - Pasquale Maulini, politico e partigiano italiano (n. 1925)
- 1991 - Edward Stierle, ballerino e coreografo statunitense (n. 1968)
- 1992 - Davide Barba, politico italiano (n. 1926)
- 1992 - Red Callender, contrabbassista e suonatore di tuba statunitense (n. 1916)
- 1992 - Elve Fortis de Hieronymis, artista e scrittrice italiana (n. 1920)
- 1992 - Gian Emilio Piazza, calciatore italiano (n. 1914)
- 1993 - Don Barksdale, cestista statunitense (n. 1923)
- 1993 - Luigi Cattaneo, calciatore italiano (n. 1918)
- 1993 - Billy Eckstine, cantante statunitense (n. 1914)
- 1993 - Rens Vis, calciatore olandese (n. 1904)
- 1994 - Beniamino De Maria, politico italiano (n. 1911)
- 1994 - Uberto Gillarduzzi, bobbista italiano (n. 1909)
- 1994 - Evfrosinija Antonovna Kersnovskaja, scrittrice russa (n. 1908)
- 1995 - Naomi Feinbrun-Dothan, botanica israeliana (n. 1900)
- 1995 - Brigid Guinness, nobildonna britannica (n. 1920)
- 1995 - Paul Horgan, scrittore statunitense (n. 1903)
- 1995 - Ingo Schwichtenberg, batterista tedesco (n. 1965)
- 1996 - Jack Churchill, militare britannico (n. 1906)
- 1996 - Alfredo Vicente Scherer, cardinale e arcivescovo cattolico brasiliano (n. 1903)
- 1997 - Leon Danielian, ballerino e coreografo statunitense (n. 1920)
- 1997 - Lefter Millo, calciatore albanese (n. 1966)
- 1998 - Laurie Beechman, attrice e cantante statunitense (n. 1953)
- 1998 - Ettore Bentsik, dirigente d'azienda e politico italiano (n. 1932)
- 1998 - Luigi Boccadoro, vescovo cattolico italiano (n. 1911)
- 1998 - Alexandre Gemignani, cestista brasiliano (n. 1925)
- 1998 - Jim Haggarty, hockeista su ghiaccio canadese (n. 1914)
- 1998 - Oleg Pavlovič Nikolaevskij, regista sovietico (n. 1922)
- 1998 - Peter Nilson, scrittore svedese (n. 1937)
- 1998 - Ray Nitschke, giocatore di football americano statunitense (n. 1936)
- 1998 - Alberto Sartoris, architetto italiano (n. 1901)
- 1999 - Adolfo Bioy Casares, scrittore, giornalista e saggista argentino (n. 1914)
- 1999 - Giovan Battista Carpi, fumettista e illustratore italiano (n. 1927)
- 1999 - Peggy Cass, attrice e comica statunitense (n. 1924)
- 1999 - Joe DiMaggio, giocatore di baseball statunitense (n. 1914)
- 1999 - Walter Kolm-Veltée, regista austriaco (n. 1910)
- 2000 - Bruno Beccaria, ingegnere, dirigente d'azienda e imprenditore italiano (n. 1915)
- 2000 - Marcella De Palma, giornalista e conduttrice televisiva italiana (n. 1956)
- 2000 - Joe Mullaney, cestista e allenatore di pallacanestro statunitense (n. 1925)
- 2000 - Vasco Oliveira, calciatore portoghese (n. 1922)
- 2000 - Vilho Ylönen, tiratore a segno finlandese (n. 1918)

## XXI secolo(148)
- 2001 - Ginetta Calliari, scrittrice italiana (n. 1918)
- 2001 - Ninette de Valois, ballerina e coreografa irlandese (n. 1898)
- 2001 - Pio Fontana, scrittore e critico letterario svizzero (n. 1927)
- 2001 - Bent Hansen, calciatore danese (n. 1933)
- 2001 - Takashige Matsumoto, pallanuotista giapponese (n. 1908)
- 2002 - Justin Ahomadegbé-Tomêtin, politico beninese (n. 1917)
- 2002 - Al Bonniwell, cestista statunitense (n. 1911)
- 2002 - Dan Marțian, politico rumeno (n. 1935)
- 2002 - Henricus Cornelius De Wit, vescovo cattolico e missionario olandese (n. 1922)
- 2002 - Winnie Markus, attrice cecoslovacca (n. 1921)
- 2002 - Guido Nobel, sindacalista, politico e dirigente d'azienda svizzero (n. 1922)
- 2002 - Cassandra Rios, scrittrice brasiliana (n. 1932)
- 2003 - Adam Faith, cantante e attore britannico (n. 1940)
- 2003 - Domenico Li Muli, scultore e pittore italiano (n. 1902)
- 2003 - Karen Morley, attrice statunitense (n. 1909)
- 2003 - Ibrahim al-Maqadma, guerrigliero palestinese (n. 1952)
- 2004 - Gaetano Compagnino, critico letterario italiano (n. 1939)
- 2004 - Keith Hopkins, storico e sociologo britannico (n. 1934)
- 2004 - Alfons Lütke-Westhues, cavaliere tedesco (n. 1930)
- 2004 - Robert Pastorelli, attore statunitense (n. 1954)
- 2004 - Ehrenfried Patzel, calciatore cecoslovacco (n. 1914)
- 2004 - Stefano Riccio, politico italiano (n. 1907)
- 2004 - Mario Uggeri, fumettista, pittore e illustratore italiano (n. 1924)
- 2004 - Muhammad Zaydan, politico e terrorista palestinese (n. 1948)
- 2005 - Larry Bunker, batterista, percussionista e vibrafonista statunitense (n. 1928)
- 2005 - Hans Bänziger, storico e scrittore svizzero (n. 1917)
- 2005 - Cesare Lattes, fisico brasiliano (n. 1924)
- 2005 - Aslan Maschadov, generale e politico russo (n. 1951)
- 2005 - Brigitte Mira, attrice tedesca (n. 1910)
- 2005 - Flora Volpini, scrittrice, pittrice e politica italiana (n. 1908)
- 2006 - Teresa Ciepły, ostacolista e velocista polacca (n. 1937)
- 2006 - Giordano Cottur, ciclista su strada e dirigente sportivo italiano (n. 1914)
- 2006 - Jorge Eduardo Eielson, artista e scrittore peruviano (n. 1924)
- 2006 - Rhoda Williams, attrice e doppiatrice statunitense (n. 1930)
- 2007 - Pino Lancetti, stilista italiano (n. 1932)
- 2007 - Cosimo Vincenzo Macrì, funzionario e prefetto italiano (n. 1947)
- 2007 - Silvio Rispoli, calciatore italiano (n. 1920)
- 2008 - Franco Paludetti, fumettista e illustratore italiano (n. 1924)
- 2009 - Hank Locklin, cantante statunitense (n. 1918)
- 2009 - Anna Manahan, attrice irlandese (n. 1924)
- 2009 - Francesco Ogliari, storico, museologo e politico italiano (n. 1931)
- 2009 - Zbigniew Religa, cardiochirurgo e politico polacco (n. 1938)
- 2010 - Tonino Carino, giornalista e personaggio televisivo italiano (n. 1944)
- 2010 - Sergio Cigada, francesista e editore italiano (n. 1933)
- 2010 - Mahama Johnson Traoré, regista senegalese (n. 1942)
- 2010 - Guy Lapébie, ciclista su strada e pistard francese (n. 1916)
- 2010 - Árpád Tagányi, calciatore ungherese (n. 1919)
- 2010 - Alfredo Todisco, giornalista e scrittore italiano (n. 1920)
- 2011 - Marina Coffa, attrice italiana (n. 1951)
- 2011 - Fulvio Fonda, calciatore italiano (n. 1931)
- 2011 - Mike Starr, musicista statunitense (n. 1966)
- 2012 - Simin Dāneshvar, scrittrice e traduttrice iraniana (n. 1921)
- 2012 - Charlie Hoag, cestista statunitense (n. 1931)
- 2012 - Elena Libera, schermitrice italiana (n. 1917)
- 2012 - Elio Pagliarani, poeta e critico teatrale italiano (n. 1927)
- 2012 - Jens Petersen, allenatore di calcio e calciatore danese (n. 1941)
- 2013 - Hartmut Briesenick, pesista tedesco (n. 1949)
- 2013 - Bruce Campbell, cestista statunitense (n. 1955)
- 2013 - Amelia Ioli Gigante, politica e docente italiana (n. 1932)
- 2013 - Kai Pahlman, calciatore finlandese (n. 1935)
- 2013 - Gaëtan du Bot, educatore, imprenditore e partigiano francese (n. 1922)
- 2014 - Costanzo Costantini, giornalista, scrittore e biografo italiano (n. 1924)
- 2014 - Carlo Della Casa, indologo e storico delle religioni italiano (n. 1925)
- 2014 - Wendy Hughes, attrice australiana (n. 1952)
- 2014 - Francesco Paolo Schena, arbitro di calcio italiano (n. 1936)
- 2014 - Larry Scott, culturista statunitense (n. 1938)
- 2015 - Inezita Barroso, cantante, attrice e compositrice brasiliana (n. 1925)
- 2015 - Reinhard Franz, calciatore tedesco orientale (n. 1934)
- 2015 - Marija Krjučkova, ginnasta russa (n. 1988)
- 2015 - Alessandro Lami, filologo classico e grecista italiano (n. 1949)
- 2015 - Lars Larsson, calciatore svedese (n. 1962)
- 2015 - Sam Simon, sceneggiatore e produttore televisivo statunitense (n. 1955)
- 2015 - Lew Soloff, trombettista, compositore e attore statunitense (n. 1944)
- 2016 - Valeriano Barbiero, calciatore italiano (n. 1942)
- 2016 - Niels Bennike, calciatore danese (n. 1925)
- 2016 - Luigi Corioni, imprenditore e dirigente sportivo italiano (n. 1937)
- 2016 - Richard Davalos, attore statunitense (n. 1930)
- 2016 - Luciano Di Palma, judoka italiano (n. 1944)
- 2016 - David S. Johnson, informatico statunitense (n. 1945)
- 2016 - Jack Jones, pallanuotista britannico (n. 1925)
- 2016 - Esko Karhunen, cestista finlandese (n. 1928)
- 2016 - George Martin, produttore discografico, compositore e arrangiatore britannico (n. 1926)
- 2016 - Claus Ogerman, compositore, arrangiatore e direttore d'orchestra tedesco (n. 1930)
- 2016 - Sebastiano Sciuti, fisico italiano (n. 1917)
- 2017 - Óscar Asiáin, cestista messicano (n. 1949)
- 2017 - Danilo Mainardi, etologo, ecologo e divulgatore scientifico italiano (n. 1933)
- 2017 - Giorgio Muratore, architetto, storico dell'architettura e docente italiano (n. 1946)
- 2017 - Joseph Nicolosi, psicoterapeuta e psichiatra statunitense (n. 1947)
- 2017 - George Andrew Olah, chimico ungherese (n. 1927)
- 2018 - Mario Camilloni, calciatore e allenatore di calcio italiano (n. 1929)
- 2018 - Giovanni Divella, politico italiano (n. 1935)
- 2018 - Wolfgang Feneberg, gesuita e teologo tedesco (n. 1935)
- 2018 - Wilson Harris, scrittore guyanese (n. 1921)
- 2018 - Jean Jolivet, filosofo francese (n. 1925)
- 2018 - Luigi Lorenzetti, presbitero e teologo italiano (n. 1931)
- 2018 - Basil Moore, economista canadese (n. 1933)
- 2018 - Peppino Principe, fisarmonicista italiano (n. 1927)
- 2018 - Peter Temple, scrittore australiano (n. 1946)
- 2018 - Albin Vidović, pallamanista croato (n. 1943)
- 2018 - Kate Wilhelm, scrittrice statunitense (n. 1928)
- 2019 - Amedeo Balestrieri, calciatore italiano (n. 1939)
- 2019 - Kelly Catlin, pistard e ciclista su strada statunitense (n. 1995)
- 2019 - Nothando Dube, regina (n. 1988)
- 2019 - Michael Gielen, direttore d'orchestra e compositore austriaco (n. 1927)
- 2019 - Roland Hedlund, attore svedese (n. 1933)
- 2019 - Mesrob II Mutafyan, arcivescovo cristiano orientale armeno (n. 1956)
- 2020 - Bruno Armando, attore e traduttore italiano (n. 1952)
- 2020 - Yukimitsu Kanō, judoka e dirigente sportivo giapponese (n. 1932)
- 2020 - Massimo Marchignoli, politico italiano (n. 1958)
- 2020 - Max von Sydow, attore svedese (n. 1929)
- 2020 - Anders Åberg, attore svedese (n. 1948)
- 2021 - Ronaldo Aquino, politico filippino (n. 1961)
- 2021 - Giorgio Brenci, allenatore di pallacanestro italiano (n. 1936)
- 2021 - Antonino Calamo, politico italiano (n. 1928)
- 2021 - Franca De Stradis, doppiatrice e direttrice del doppiaggio italiana (n. 1939)
- 2021 - Leon Gast, regista, sceneggiatore e montatore statunitense (n. 1936)
- 2021 - Pier Francesco Listri, giornalista, saggista e biografo italiano (n. 1932)
- 2021 - Rafael Palmero Ramos, vescovo cattolico spagnolo (n. 1936)
- 2021 - Trevor Peacock, attore britannico (n. 1931)
- 2021 - Franca Polesello, attrice italiana (n. 1930)
- 2021 - Francesco Proietti Cosimi, politico italiano (n. 1951)
- 2021 - Khet Thi, poeta e attivista birmano (n. 1976)
- 2022 - Tomás Boy, calciatore e allenatore di calcio messicano (n. 1952)
- 2022 - René Clemencic, flautista e musicologo austriaco (n. 1928)
- 2022 - Grandpa Elliott, musicista statunitense (n. 1944)
- 2022 - Yuriko, ballerina e coreografa statunitense (n. 1920)
- 2022 - Gordon Lee, calciatore e allenatore di calcio inglese (n. 1934)
- 2022 - Sergej Mandreko, calciatore tagiko (n. 1971)
- 2022 - Gyo Obata, architetto statunitense (n. 1923)
- 2022 - Jim Richards, giocatore di football americano statunitense (n. 1946)
- 2023 - Marcel Amont, cantante e attore francese (n. 1929)
- 2023 - Gianmarco Calleri, imprenditore, dirigente sportivo e calciatore italiano (n. 1942)
- 2023 - Tonino Casula, artista e scrittore italiano (n. 1931)
- 2023 - Italo Galbiati, allenatore di calcio e calciatore italiano (n. 1937)
- 2023 - Bert I. Gordon, regista, sceneggiatore e produttore cinematografico statunitense (n. 1922)
- 2023 - Moa Tahi, attrice e modella statunitense (n. 1932)
- 2023 - Chaim Topol, attore israeliano (n. 1935)
- 2024 - Diana Conti, politica, avvocata e psicologa argentina (n. 1956)
- 2024 - Herbert Kroemer, fisico tedesco (n. 1928)
- 2024 - Raffaello Antonio Mecca, politico e insegnante italiano (n. 1942)
- 2024 - Angelo Nicotra, doppiatore, direttore del doppiaggio e attore italiano (n. 1948)
- 2024 - Aleksandr Sergeevič Orlov, storico sovietico (n. 1938)
- 2025 - Ronald Philippe Bär, vescovo cattolico olandese (n. 1928)
- 2025 - Athol Fugard, drammaturgo, scrittore e attore sudafricano (n. 1932)
- 2025 - Alessandro Galleani, fisioterapista italiano (n. 1944)
- 2025 - Al Matthews, giocatore di football americano statunitense (n. 1947)
- 2025 - Maura Palazzi, storica italiana (n. 1946)
- 2025 - L. J. Smith, scrittrice statunitense (n. 1958)

## Senza anno specificato(1)
- Arnolfo di Cambio, scultore, architetto e urbanista italiano